# Jules de Gaultier
Jules Achille de Gaultier de Laguionie (Parigi, 2 giugno 1858 – Boulogne-sur-Seine, 19 gennaio 1942) è stato un filosofo francese, meglio conosciuto per la sua teoria del bovarismo, la facoltà concessa all'uomo di «concepirsi diverso da ciò che è».

## Biografia
Nacque il 2 giugno 1858 a Parigi, dove studiò presso il Collège Stanislas.
Per poter sopravvivere lavorò diversi anni al Ministero delle Finanze. Nel 1901 sposò Marie Adèle Anaïs Quennesson, originaria della Martinica.
Autore di una dozzina di libri e numerosi articoli, collaborò con alcune delle più prestigiose riviste del suo tempo come La Revue Blanche, la Revue des Idées e in particolare il Mercure de France. Diversi i suoi saggi su Friedrich Nietzsche che tra i primi introdusse in Francia. Rimase lontano dalla filosofia ufficiale e non esercitò mai alcuna funzione accademica.
Fu sepolto nel cimitero di Montparnasse a Parigi.

## Il pensiero
Fortemente influenzato da Arthur Schopenhauer e Friedrich Nietzsche, ebbe a sua volta una certa influenza sul pensiero di Georges Palante, con il quale ebbe, nel 1922-1923, una polemica violenta che rischiò di concludersi con un duello.
Al centro della riflessione di Gaultier vi è la teoria del bovarismo. Gaultier riprende l'interrogativo posto da Platone sul limite tra il vero e il falso, tra la realtà e l'illusione, e giunge alla conclusione che, essendo la conoscenza sempre relativa, ogni essere si conosce diverso da quello che è: non come è oggettivamente, ma come egli appare in relazione al soggetto. L'uomo ha dunque un'immagine distorta di sé stesso; ciò gli consente d'altra parte di fuggire dalla realtà e conseguentemente di accettare il suo destino. Gaultier chiamò questa sua filosofia bovarismo (1911), perché la trovò applicata in modo perfetto nel romanzo Madame Bovary di Gustave Flaubert.
Ne segue che il mondo è, come per Schopenhauer, volontà di rappresentazione, allucinazione: uno spettacolo che gli uomini, attori spesso inconsapevoli del proprio dramma, creano in ogni momento della loro vita. La vita è un'illusione, che mentre alcuni uomini, quali attori, accettano anche con tutti i suoi dolori, altri contemplano come spettatori. Il mondo, secondo l'idealismo «spettacolare» di Gaultier è, in definitiva, puro fenomeno, spettacolo di una forza irrazionale, capricciosa nel fissare il destino di attori e di spettatori.
Gaultier conclude in questi termini: la logica ordinaria procede per induzioni e per deduzioni, secondo le categorie di tempo, spazio, causalità, somiglianza; il bovarismo si avvale invece principalmente dell'intuizione. Così, ciò che per la prima è sussidiario, è fondamentale per il bovarismo, e viceversa. La verità, insomma, non è la conformità del giudizio ad una realtà oggettiva.

## Opere
- Le Bovarysme, la psychologie dans l’œuvre de Flaubert, 1892.
- De Kant à Nietzsche, 1900.
- Le Bovarysme: essai sur le pouvoir d'imaginer, 1902. Trad. it.: Il bovarysmo, Milano, 1946; Milano, 1992.
- La Fiction universelle, 1903.
- Nietzsche et la réforme philosophique, 1904.
- Le Génie de Flaubert, 1913.
- La Vie mystique de la nature, 1924.
- La Sensibilité métaphysique, 1924.
- Nietzsche, 1926.